# Ян из Сенно
Ян из Сенно и Олеско (Иван из Сенна, Войницкий, Сененский, Олесский) (пол. Jan z Sienna, Jan Otha de Przeperow, Jan z Chotcza; умер до 7 февраля 1472) — польский дворянин, военный и государственный деятель.

## Биография
Представитель польского шляхетского рода Сененских герба «Дембно». Сын воеводы сандомирского Добеслава Олесницкого (отец был каштеляном войницким, поэтому его сыновей Яна и Якуба часто называют Войницкими) и Екатерины Горайской, дочери Дмитрия из Стоянец и Горая. Двоюродный брат кардинала Збигнева Олесницкого и родной брат архиепископа гнезненского Якуба из Сенно.
За участие в захвате Олеско (отобранного у великого князя литовского Свидригайла) в 1432 году получил от короля Владислава II Ягайло в пользование Олеский замок и окрестные земли (около 1432), стал старостой олеским (1437). После заключенного во Львове 4 сентября 1437 года Свидригайлом с польскими панами соглашения Ян из Сенно и мендзыжецкий каштелян Винцентий из Шамотул заняли Луцк, который, по решению съезда коронных господ в Серадзе 15 октября, отдали новому великому князю литовскому Сигизмунду Кейстутовичу.
Занимал посты каштеляна львовского и подкомория пшемысльского (1439—1448, последний раз упомянут в документах 22 июля 1448 года) и старосты сандомирского (1440). В апреле 1440 года Ян из Сенно отправился с королем Владиславом III Варненчиком в Венгрию, где в мае 1440 года был одним из командиров 500 польских и 500 венгерских рыцарей, взявших 22 мая столицу королевства — Буду. Это позволило 17 июля короноваться короной Святого Стефана Владиславу III Варненчику, против которого выступила часть венгерской шляхты и города на севере Венгрии, верные королеве Елизавете Люксембургской, вдове Альбрехта II Габсбурга. Поэтому в декабре 1440 года Ян из Сенно вернулся в Венгрию во главе 500 рыцарей из Малой Польши, что позволило Владиславу III удержать трон Венгрии. За это Ян из Сенна получил от короля в вечное владение Олеско с землями (на которых теперь находятся, в частности, Броды), дом во Львове на Жидовской улице. В 1445 году Ян из Сенно был отправлен в ВКЛ к великому князю литовскому Казимиру IV Ягеллончику, сообщив ему о смерти его старшего брата и короля Польши Владислава III. В 1450 году Ян из Сенно возглавил польское войско в походе на Молдавию, где господарем был посажен Александр II, а Богдан II был изгнан. Не принял участия в новом походе в Молдавию против Богдана II, где полегла значительная часть шляхты Русского воеводства, в частности, воевода русский Петр Одровонж. Принимал присягу в 1456 году на верность Короне старост Подолья; между 17 декабря 1458 и 14 февраля 1459 года стал был каштеляном львовским (последнее упоминание — от 27 декабря 1449, 21 июля 1460 года был Станислав из Ходча), вел переговоры с тевтонскими рыцарями.

## Семья
Ян из Сенна и Олеска был женат на Барбаре (ум. до 1477), вдове Яна Кмиты из Виснича. В браке родились:
- Ян (Иоанн) из Олеска, Сенна, Золочева (ум. 1508/1513), староста ловицкий 1477, каштелян малогощский, подкоморий сандомирский 1500
- Павел из Олеска, Сенна, Золочева, подкоморий львовский 1478 (1493?)
- Пётр из Олеска (ум. 1506/1510) — муж Катажины Бучацкой, дочери Давида
- Добеслав из Олеска — каноник в Гнезно (1465), декан в Кельцах (1470), декан в Радоме (1473)
- Зыгмунд из Сенна, Олеска — краковский каноник 1494, владелец Поморян
- Дорота из Сенна, Олеська, выходила замуж за Николая Свинка из Поморян, подкомория белзского Мартина из Острова, старосту красныставского и теребовельского Сигизмунда Кердея
- Катажина из Сенна — жена бургграфа краковского Николая Сецегновского.